# Sejong (stad)

Vlag

Sejong Stad (Koreaans: 세종 of 世宗, Engels: Sejong Special Self-Governing City) is een nieuwe administratieve overheidsstad in aanbouw in Zuid-Korea. De bedoeling is werkgelegenheid en bevolking beter te spreiden over het land. In 2012 leeft ongeveer de helft van de Zuid-Koreaanse bevolking in Seoel, de grondwettelijke hoofdstad. Tegen 2030 moet Sejong Stad ongeveer 500.000 inwoners tellen. De nieuwe stad werd genoemd naar koning Sejong de Grote, vader van het Koreaans alfabet.
Deze administratieve hoofdstad werd officieel geopend op 2 juli 2012.

## Galerij

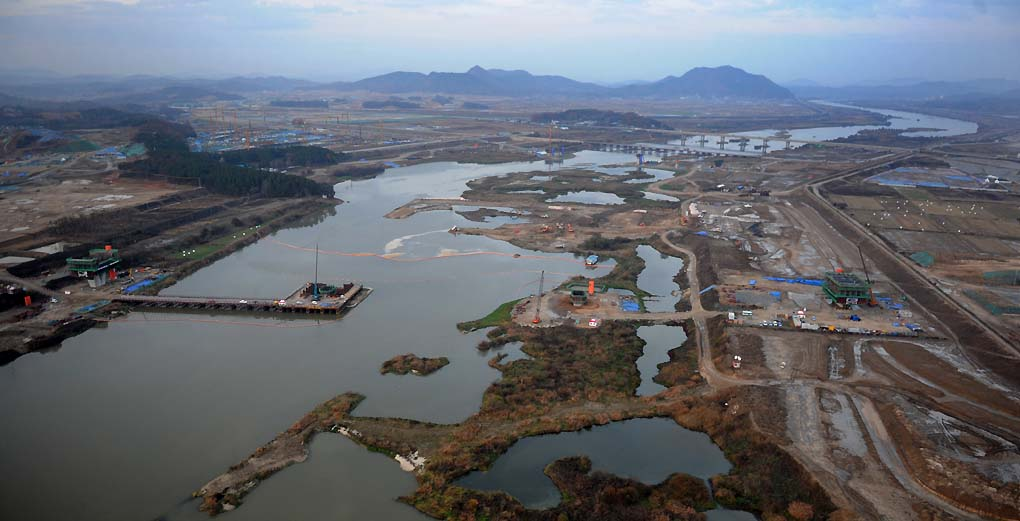
Bouwplaats in november 2009
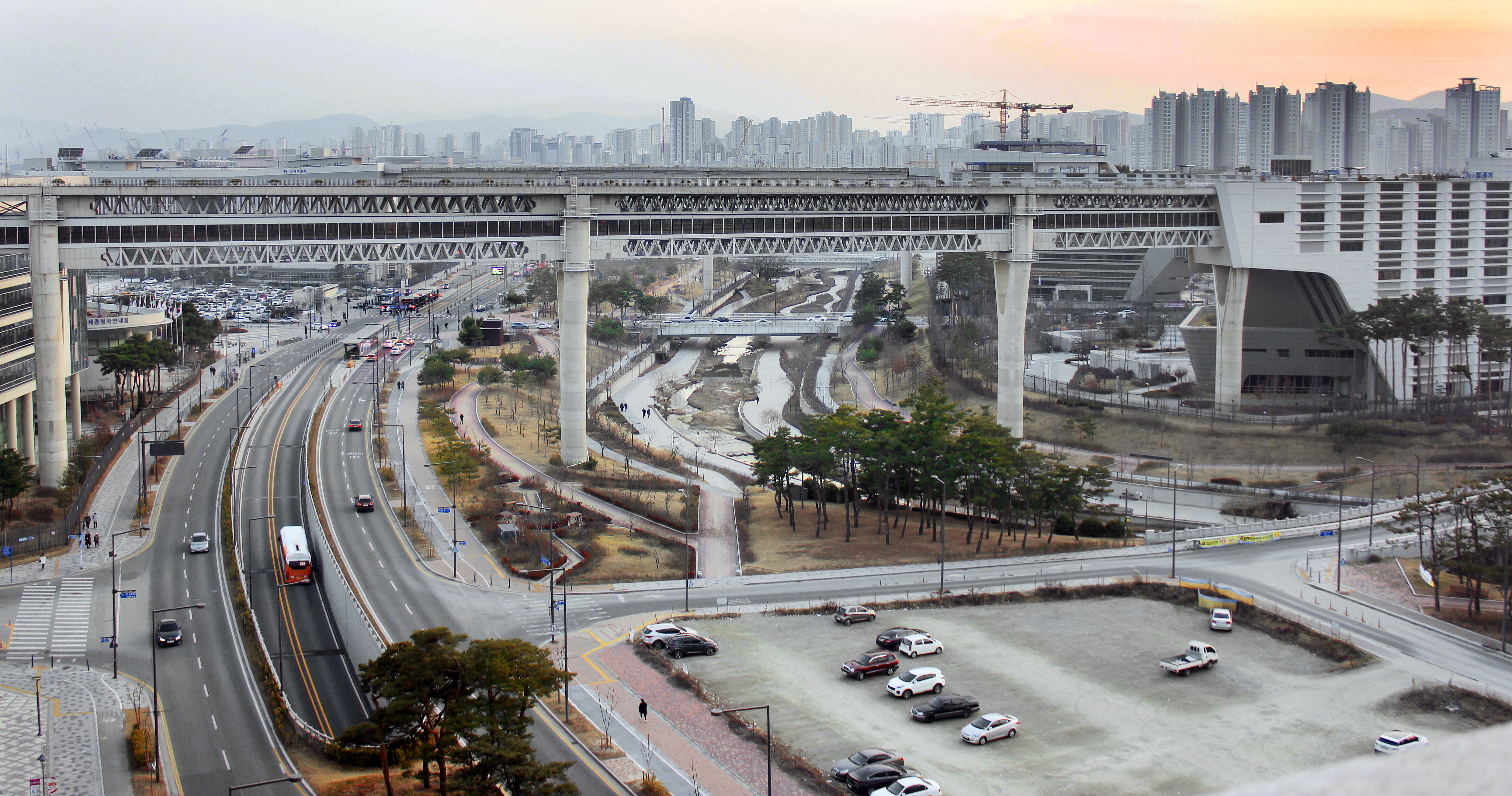
Wijk 1 in februari 2019
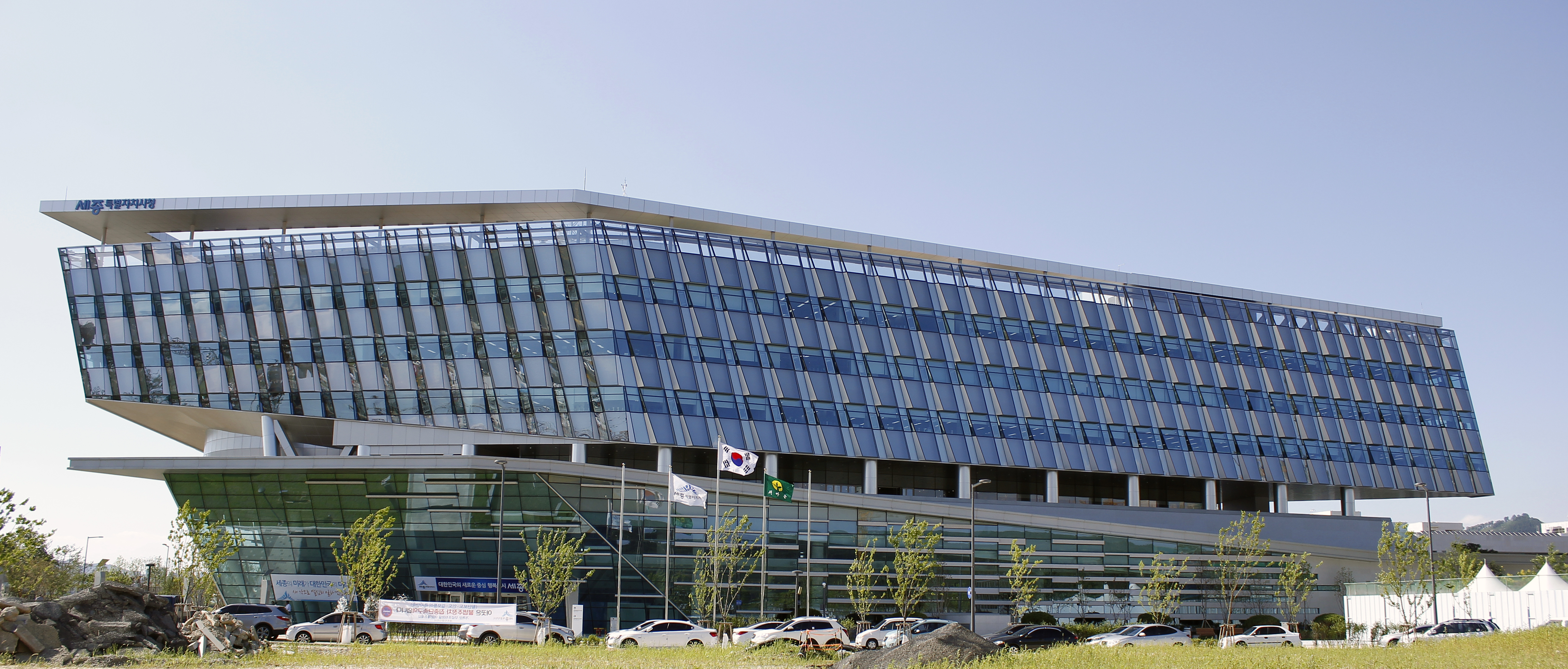
Gemeentehuis van Sejong